# Konstantin Dmitrijewitsch Balmont

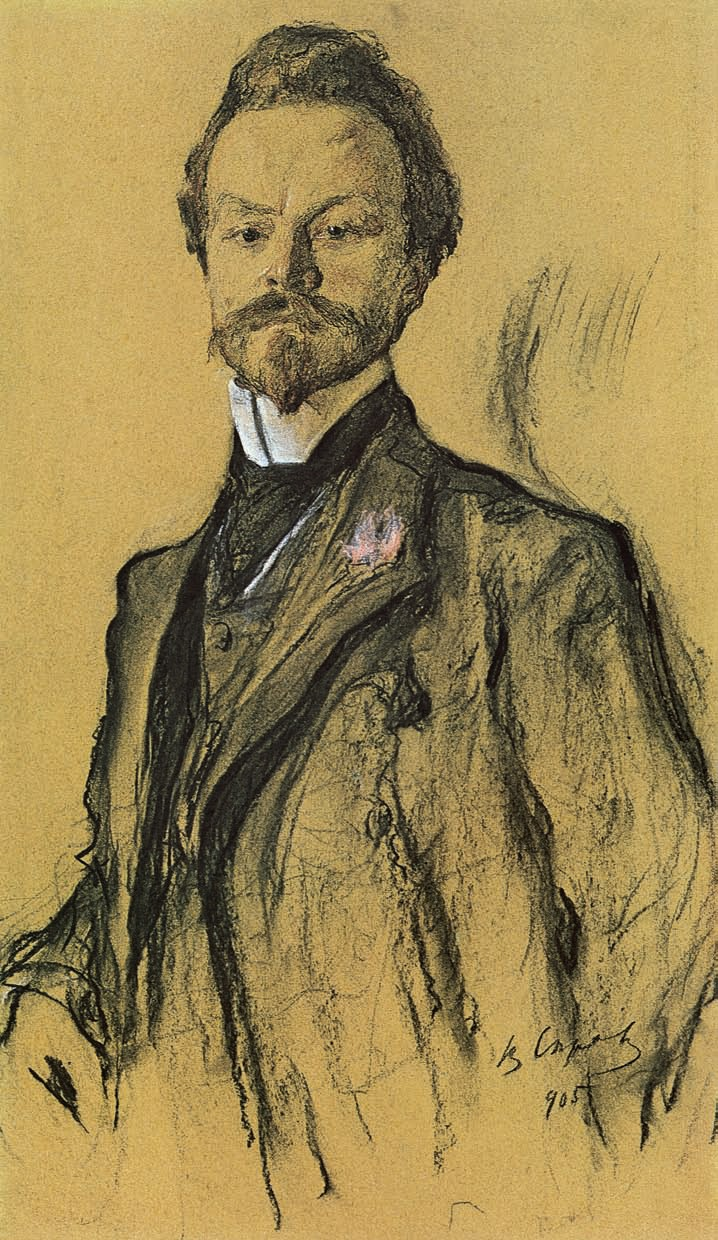
Walentin Serow: Porträt von Konstantin Balmont. 1905. Tretjakow-Galerie.

Konstantin Dmitrijewitsch Balmont (russisch Константин Дмитриевич Бальмонт; Betonung: Konstantin Dmitrijewitsch Balmónt; * 3.jul. / 15. Juni 1867greg. auf dem Gut Gumnischtschi bei Wladimir; † 23. Dezember 1942 in Noisy-le-Grand bei Paris) war ein russischer Lyriker des Symbolismus aus dem sogenannten silbernen Zeitalter der russischen Poesie.
Bereits in seiner ersten Gedichtsammlung Unter dem Nordhimmel von 1894 macht sich der Einfluss des Symbolismus bemerkbar. 1903 folgte Seien wir wie die Sonne, welcher ebenfalls noch einige Popularität erlangte. Igor Strawinski schrieb 1911/12 die Kantate Le Roi des étoiles auf ein Gedicht Balmonts. Ilja Ehrenburg fasste Balmonts Bedeutung in Russland so zusammen: „Den Symbolisten war er Lehrer und Meister: Blok und Andrej Bely lasen seine Gedichte in der Schulzeit mit Begeisterung.“ Die jüngeren Symbolisten liefen Balmont in der Folge den Rang ab; seine Werke nach 1910 gelten gemeinhin als mittelmäßig. Balmont, der dem Kommunismus zunächst zugeneigt war, lehnte ihn später ab; 1920 emigrierte er nach Frankreich, wo er sich bereits vor dem Ersten Weltkrieg aufgehalten hatte. Er übersetzte eine Reihe westlicher Klassiker ins Russische, darunter Henrik Ibsen oder Edgar Allan Poe. Diese Ausgaben sind teilweise bis heute erhältlich, gelten aber als wenig gelungen in ihren Übertragungen des dichterischen Stils. Sergei Rachmaninows Chorwerk Die Glocken, op 35, entstand aufgrund einer sehr freien Übersetzung, fast schon einer Umdichtung der vier Poe-Werke durch Balmont. Sergei Prokofjew widmete Balmont sein 3. Klavierkonzert (1917–21). Balmont bedankte sich für die Widmung mit einem symbolistischen Sonett, das seinen dichterischen Eindruck des Werkes auf ihn als Zuhörer darstellen soll. Er starb in „Einsamkeit, Elend, Seelenkrankheit“ in seinem Exil.

## Werke (Auswahl)
- Unterwasserpflanzen. Gedichte. Auswahl. Übersetzung und Vorwort von Christoph Ferber. Raute, Dresden 2012